# ニダル・チェリク
ニダル・チェリク（Nidal Čelik, 2006年7月17日 - ）は、ボスニア・ヘルツェゴビナ・サラエヴォ出身のサッカー選手。リーグ・アン・RCランス所属。ポジションはディフェンダー。

## クラブ経歴

### サラエヴォ
2017年にサラエヴォの下部組織に加入。2022年7月にプロ契約を結んだ。
2023年9月27日、ボスニア・ヘルツェゴビナカップ・スロガ・ウスコプリェ戦でトップチームデビューを果たした。12月9日、GOŠKガベラ戦でリーグデビューを果たした。
2024年6月27日、2027年まで契約を延長。11月2日、スロボダ・トゥズラ戦ではキャプテンを務めた。

### RCランス
2025年2月3日、RCランスに4年半契約で移籍した。

## 代表経歴
2024年11月9日、ボスニア・ヘルツェゴビナ代表に初招集された。